# Constellation Records
Pour les articles homonymes, voir Constellation Records (homonymie).
Constellation Records est un label indépendant basé à Montréal connu pour sa contribution au mouvement post-rock, son anticapitalisme prononcé et la production d'albums signés Godspeed You! Black Emperor ou A Silver Mt. Zion.

## Création
Le label a été fondé en 1997, siégeant dans un appartement au cœur de Montréal. Ses fondateurs avaient l'intention de fournir un espace dans lequel les musiciens Montréalais de la scène underground pourraient se produire, puis être accompagnés par un label qui aurait été créé ultérieurement, mais des difficultés bureaucratiques ne permirent pas la création de l'espace scénique. En dépit de cela, le label et une série de concerts, nommée Musique fragile, commencèrent en même temps. Il déménagea par la suite dans des locaux plus vaste à la périphérie de Montréal.
La musique de ce label est généralement classée comme étant du post-rock, bien que Constellation Records n'apprécie guère cette dénomination.

## Un label engagé
Constellation Records véhicule une image fermement anti-capitaliste et altermondialiste ; son but, selon ses fondateurs, était de « proposer un mode de production culturel qui critique les pires tendances de l'industrie de musique, la conventionnalisme artistique et peut-être en un sens le monde au sens large ». Ce label tente également de restaurer une certaine éthique de la musique indépendante qui s'est vue, selon ses fondateurs, rejoindre ceux des majors du disque. Ainsi, Constellation Records essaie d'éviter que ses disques soient vendues par de gros distributeurs comme la Fnac ou Virgin Megastore, même si on trouve aujourd'hui assez facilement leurs productions dans ce type de magasins, leur préférant les commerces de proximité.
L'emballage rock des disques de Constellation Records reflète ces principes : rejetant la boîte conventionnelle des disques compacts, le packaging des albums est le plus possible réalisé à la demande, à la main par des artistes locaux. Celui de Yanqui U.X.O. de Godspeed You! Black Emperor, contient un feuillet montrant les liens entre 4 majors (AOL Time Warner, BMG, Sony et Vivendi Universal) et divers fabricants d'armes. Le groupe s'est excusé pour certaines parties de ce feuillet, avouant que leurs recherches n'étaient pas suffisamment précises.
Le 25 février 2010, Ian Ilavsky et Don Wilke (les fondateurs de Constellation Records) ont signé, avec 500 artistes, l'appel pour appuyer la campagne internationale de Boycottage, de Désinvestissement et de Sanctions contre l'apartheid israélien.

## Artistes du label
- Alanis Obomsawin[2]
- 1-Speed Bike
- Automatisme
- Avec le soleil sortant de sa bouche
- Black Ox Orkestar
- Clues
- Colin Stetson
- Deadbeat & Camara
- Do Make Say Think
- Efrim Manuel Menuck
- Elfin Saddle
- Elizabeth Anka Vajagic
- Eric Chenaux
- Esmerine
- Evangelista / Carla Bozulich
- Exhaust
- Feu Thérèse
- Fly Pan Am
- Frankie Sparo
- Glissandro 70
- Godspeed You! Black Emperor
- Hangedup
- Hiss Tracts
- Hrsta
- Jason Sharp
- Jem Cohen (en)
- Jerusalem In My Heart
- Jessica Moss
- Joni Void
- JOYFULTALK
- Kanada 70
- Khôra
- Land of Kush
- Last Ex
- Les Momies de Palerme
- Light Conductor
- Lullabye Arkestra
- Lungbutter
- Matana Roberts
- Nick Kuepfer
- Off World
- Ought
- Pacha
- Pat Jordache
- Re:
- Sackville
- Saltland
- Sandro Perri / Polmo Polpo
- Sarah Neufeld
- SING SINCK, SING
- Siskiyou
- Sofa
- The Dead Science
- Thee Silver Mt. Zion Memorial Orchestra
- Those Who Walk Away
- Tindersticks
- Vic Chesnutt

## Albums majeurs
En 2017, pour célébrer les vingt ans du label, le site web américain Pitchfork, spécialiste dans la critique de musique indépendante, dresse une liste de ses dix albums essentiels :
- f♯ A♯ ∞ de Godspeed You Black Emperor! (1997)
- Goodbye enemy airship the landlord is dead de Do Make Say Think (2000)
- Horses in the Sky de Thee Silver Mt. Zion Memorial Orchestra (2005)
- Evangelista de Carla Bozulich (2006)
- Ça Va Cogner de Feu Thérèse (2007)
- At the Cut de Vic Chesnutt (2009)
- Impossible Spaces de Sandro Perri (2011)
- New History Warfare Vol. 2: Judges de Colin Stetson (2011)
- More Than Any Other Day de Ought (2014)
- Selfless de Joni Void (2017)